# Lac Atimokatci
Lac Atimokatci är en sjö i Kanada.   Den ligger i regionen Lanaudière och provinsen Québec, i den sydöstra delen av landet, 250 km nordost om huvudstaden Ottawa. Lac Atimokatci ligger 407 meter över havet. Arean är 0,53 kvadratkilometer. Den sträcker sig 1,8 kilometer i nord-sydlig riktning, och 1,6 kilometer i öst-västlig riktning.
I omgivningarna runt Lac Atimokatci växer i huvudsak blandskog. Trakten runt Lac Atimokatci är nära nog obefolkad, med mindre än två invånare per kvadratkilometer.